# Sabangan
Sabangan é um município de  quinta classe de renda municipal (d) na província Província da Montanha, nas Filipinas. De acordo com o censo de 1 de maio  de  2020 possui uma população de 9 621 pessoas e 2 303 domicílios.